# Bupleurum candollei
Bupleurum candollei är en flockblommig växtart som beskrevs av Nathaniel Wallich och Dc. Bupleurum candollei ingår i släktet harörter, och familjen flockblommiga växter.

## Underarter
Arten delas in i följande underarter:
- B. c. atropurpureum
- B. c. candollei
- B. c. virgatissimum